# Grafschaft Razès
Das Razès (Katalanisch Rasès) ist der historische Name einer kleinen Landschaft im Süden Frankreichs, welche das Becken des Flusses Sou umfasst. Dies entspricht dem Gebiet des ehemaligen Wahlkreises Kanton Alaigne und eines Teiles des ehemaligen Wahlkreises Kanton Limoux im Arrondissement Limoux des Départements Aude.
In früheren Jahrhunderten umfasste der Name Razès jedoch ein weitaus größeres Territorium (Grand Razès), welches im Mittelalter eine Grafschaft bildete. Es entsprach etwa dem gesamten Arrondissement Limoux sowie im Osten Teile der Arrondissements von Carcassonne und Narbonne. Im Verlauf des Mittelalters sollte diese Grafschaft jedoch durch Gebietsabtretungen zerfallen und weitestgehend in der Grafschaft Carcassonne aufgehen.

## Geschichte
Der Name des Razès leitete sich von der Diözese Rhedesium oder Pagus Rhedensis ab, deren Zentrum die von den Westgoten gegründete Stadt Rhedae war. Diese Stadt kontrollierte die verbindende Passage von den Corbières zu den Pyrenäen.
Nachdem die Franken nach der Schlacht von Vouillé 507 die Westgoten aus Toulouse verdrängt hatten, bildete das Razès von nun an den südlichen Teil Septimaniens, jenes Gebiet, das den Westgoten nördlich der Pyrenäen verblieben war. Zu Beginn des 6. Jahrhunderts wurde in Rhedae ein Archidiakonat der Diözese von Carcassonne eingerichtet. Die Stadt wurde dafür gemäß einem alten römischen Brauch in Civitas Attacensis („Stadt des Flusses Atax“) umbenannt. Auf dem Konzil von Narbonne 788 wurde es dem Erzbistum von Narbonne unterstellt. Während der maurischen Besetzung Septimaniens war Rhedae der Metropolitensitz des Erzbischofs von Narbonne.

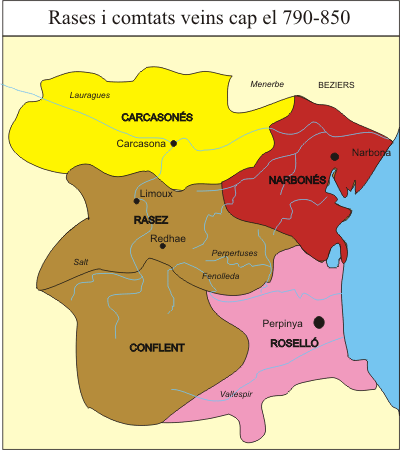
Grafschaft Razès und benachbarte Grafschaften um 790 bis 850

Nach der Eroberung Septimaniens durch Karl den Großen im späten 8. Jahrhundert wurde das Razès als Grafschaft eingerichtet. Sie grenzte im Norden an die Grafschaft Carcassonne, im Osten an die Grafschaft Narbonne im Süden an die Grafschaften von Roussillon, Conflent und Cerdanya sowie im Westen an die Grafschaft Couserans (später Foix). Bekannte mittelalterliche Burgen, die besonders in der Zeit der Katharer eine Rolle spielten, waren Termes, Peyrepertuse, Puivert und Puilaurens. Bedeutende religiöse Einrichtungen waren die Abteien von Sainte-Marie in Alet-les-Bains und Saint-Hilaire in Saint-Hilaire bei Limoux.
Die Grafschaft Razès teilte dabei Zeit ihrer Existenz weitestgehend das Schicksal ihrer nördlichen Nachbarin. Zunächst der Familie Herzogs Wilhelm von Aquitanien zugehörig geriet das Razès unter die Kontrolle der Raimundinger. Diese wurden 863 durch den rebellierenden Markgrafen Humfried von Gothien aus ihren Territorien vertrieben, ein Jahr später wurde auch Humfried in die Flucht geschlagen. König Karl der Kahle vergab das Razès wie auch Carcassonne nun an Oliba II. aus der Familie der Bellonid-Dynastie, die zuvor schon in Carcassonne geherrscht hatte. Oliba II. musste 870 den Verlust des Fenouillèdes an die Grafen von Urgell und Cerdanya hinnehmen und wurde 872 von Graf Bernard II. von Toulouse vertrieben, konnte aber seine Besitzungen noch im selben Jahr wieder in Empfang nehmen, nachdem Bernard ermordet worden war.
Durch die Heirat der Gräfin Arsinde mit dem Grafen von Couserans kam eine neue Dynastie in den Besitz des Razès, die unter dem Grafen Roger dem Alten den Höhepunkt ihrer Macht erreichte, dessen Bruder Odo begründete dabei eine eigenständige gräfliche Linie im Razès. Unter dieser Familie mussten aber auch mehrere Gebiete des Razès wie Capcir, Donnezan und Sault an ihren südlichen Rivalen Oliba Cabreta von Cerdanya und Besalú abgetreten werden. Nach dem Aussterben des Grafenhauses 1062 fiel das Razès erneut an die Grafen von Carcassonne; deren Erbin Ermengarde verkaufte all ihre Rechte 1067 an die Grafen von Barcelona, die nun direkt über das Razès regierten.
Nach dem Tod des Grafen Raimund Berengar II. 1082 erhob sich Ermengardes Sohn Bernard Aton IV. Trencavel gegen dessen Bruder und übernahm mit der Unterstützung des lokalen Adels die Kontrolle über Carcassonne und Razès. Er nahm den Titel eines Vizegrafen an und nötigte die Grafen von Barcelona dazu, ihn als seinen Vasallen anzuerkennen. Das Haus der Trencavel regierte nun einhundert Jahre über diese Region, in dieser Zeit sollte die territoriale Einheit des Razès aber aufgelöst werden.
In den Jahren 1170 bis 1171 versuchte König Alfons II. von Aragon, die direkte Kontrolle über die Vizegrafschaften des Languedoc zu übernehmen und die Trencavel abzusetzen. Dieses Unternehmen scheiterte aber bereits im Razès, das der König zwar verwüstete, dabei aber keine entscheidenden Erfolge erringen konnte. Dabei zerstörte er auch vollständig die Stadt Rhedae, das alte Zentrum von Razès, deren Burg aber von Pierre de Vilar erfolgreich verteidigt wurde. Vizegraf Roger II. konnte sich zwar 1171 wieder mit dem aragonesischen König aussöhnen, doch musste er weitere Gebiete des Razès um Peyrepertuse an Aragon abtreten. Das somit verkleinerte Territorium von Razès (nun Haute-Razès genannt) konzentrierte sich nunmehr um das Land um Limoux.
Zu Beginn des 13. Jahrhunderts war auch das Razès ein Ziel des Albigenserkreuzzuges, in dessen Verlauf die Burg von Rhedae von den Kreuzfahrern zerstört wurde, später sollte auf ihrem Standort die Ortschaft Rennes-le-Château errichtet werden. Nachdem die Region durch den Grafen von Foix und seine Söhne vorübergehend von den Kreuzfahrern befreit wurde, mussten sie sich 1226 dem Kreuzzug König Ludwigs VIII. von Frankreich ergeben. Der letzte Vizegraf wurde abgesetzt, und das Razès wurde mit der Krondomäne verbunden und der Verwaltung des Seneschalls in Carcassonne unterstellt.
Seit dem Beginn des 14. Jahrhunderts war das Razès Teil des neu begründeten Bistums von Alet und seit 1642 dem Seneschallat (Sénéchaussée) von Limoux juristisch unterstellt. Mit diesem, durch vier Abgeordnete in den Generalständen von 1789 vertreten, wurde das Razès 1790 dem Département Aude eingegliedert.

## Liste der Grafen Razès
| Name                                                                                        | Regierungszeit  | Verwandtschaft                 | Anmerkungen                                                                                         |
| ------------------------------------------------------------------------------------------- | --------------- | ------------------------------ | --------------------------------------------------------------------------------------------------- |
| Die Wilhelmiden                                                                             |                 |                                | |
| Wilhelm von Gellone                                                                         | bis 790         |                                | Von Karl dem Großen belehnt. Auch Graf von Toulouse und Razès, Herzogtum Aquitanien.                |
| Berà I.                                                                                     | 790-830         | Sohn des Vorherigen            | Markgraf der spanischen Mark, Markgraf von Septimanien, Graf von Girona, Besalú, Conflent und Razès |
| Argila                                                                                      | 830-845         | Sohn des Vorherigen            | Graf von Carcassonne und Razès                                                                      |
| Berà II.                                                                                    | 845-850         | Sohn des Vorherigen            | Graf von Carcassonne und Razès                                                                      |
| Miró Etilius                                                                                | 850             | Sohn des Vorherigen            | Graf von Carcassonne und Razès                                                                      |
| Die Raimundinger                                                                            |                 |                                | |
| Fredelon                                                                                    | 850-852         |                                | Graf von Toulouse                                                                                   |
| Raimund I.                                                                                  | 852-863         | Bruder des Vorherigen          | Graf von Toulouse                                                                                   |
| Humfried von Gothien                                                                        | 863-864         |                                | Markgraf der spanischen Mark, Graf von Girona, Empúries und Roussillon                              |
| Die Belloniden                                                                              |                 |                                | |
| Oliba II.                                                                                   | 864-872         |                                | Graf von Carcassonne und Razès                                                                      |
| Die Raimundinger                                                                            |                 |                                | |
| Bernard II.                                                                                 | 872             | Sohn von Raimund I.            | Graf von Toulouse                                                                                   |
| Die Belloniden                                                                              |                 |                                | |
| Oliba II.                                                                                   | 872-879         |                                | Graf von Carcassonne und Razès                                                                      |
| Acfred I.                                                                                   | 879-906         | Bruder des Vorherigen          | Graf von Carcassonne und Razès                                                                      |
| Bencion                                                                                     | 906-908         | Sohn von Oliba II.             | Graf von Carcassonne und Razès                                                                      |
| Acfred II.                                                                                  | 908-934         | Bruder des Vorherigen          | Graf von Carcassonne und Razès                                                                      |
| Arsinde                                                                                     | 934-???         | Tochter des Vorherigen         | Gräfin von Carcassonne und Razès                                                                    |
| Das Haus Comminges                                                                          |                 |                                | |
| Arnaud I.                                                                                   | 934 bis ca. 957 | Ehemann von Arsinde            | Graf von Couserans und eines Teils von Comminges, Graf von Carcassonne und Razès                    |
| Odo                                                                                         | ???-1011        | Sohn von Arsinde und Arnaud I. | Graf von Razès                                                                                      |
| Arnaud II.                                                                                  | 1011-1037       | Sohn des Vorherigen            | Graf von Razès                                                                                      |
| Raimund I.                                                                                  | 1037-1052       | Sohn des Vorherigen            | Graf von Razès                                                                                      |
| Raimund II.                                                                                 | 1052-1062       | Sohn des Vorherigen            | Graf von Razès                                                                                      |
| Roger III.                                                                                  | 1062-1067       | Cousin des Vorherigen          | Graf von Carcassonne und Razès                                                                      |
| Ermengarde                                                                                  | 1067            | Schwester des Vorherigen       | Gräfin von Carcassonne und Razès                                                                    |
| Das Haus Barcelona                                                                          |                 |                                | |
| Raimund Berengar I.                                                                         | 1067-1076       |                                | Graf von Barcelona, Girona, Osona, Carcassonne und Razès                                            |
| Raimund Berengar II.                                                                        | 1076-1082       | Sohn des Vorherigen            | Graf von Barcelona, Girona, Osona, Carcassonne und Razès                                            |
| Die Trencavel erklären sich zu Vizegrafen und erkennen formell die Oberhoheit Barcelonas an |                 |                                | |

## Liste der Vizegrafen von Razès
| Name                                                                 | Regierungszeit | Verwandtschaft         | Anmerkungen                                                                                      |
| -------------------------------------------------------------------- | -------------- | ---------------------- | ------------------------------------------------------------------------------------------------ |
| Die Trencavel                                                        |                |                        |                                                                                                  |
| Bernard Aton Trencavel                                               | 1082-1129      | Sohn von Ermengarde    | Vizegraf von Carcassonne. Razès, Béziers, Albi, Nîmes und Agde                                   |
| Roger I.                                                             | 1129-1150      | Sohn des Vorherigen    | Vizegraf von Carcassonne, Razès und Albi                                                         |
| Raimund I. von Béziers                                               | 1150-1167      | Bruder des Vorherigen  | seit 1129 Vizegraf von Béziers, seit 1150 Vizegraf von Carcassonne, Razès und Albi               |
| Roger II. Taillefer                                                  | 1167-1194      | Sohn des Vorherigen    | Vizegraf von Carcassonne, Razès, Béziers und Albi                                                |
| Raimund Roger                                                        | 1194-1209      | Sohn des Vorherigen    | Vizegraf von Carcassonne, Razès, Béziers und Albi                                                |
| Das Haus Montfort l’Amaury                                           |                |                        |                                                                                                  |
| Simon IV. de Montfort                                                | 1209-1218      |                        | Anführer des Albigenserkreuzzuges                                                                |
| Amaury de Montfort                                                   | 1218-1224      | Sohn des Vorherigen    | Anführer des Albigenserkreuzzuges, verzichtet auf seine Rechte zugunsten der französischen Krone |
| Die Trencavel                                                        |                |                        |                                                                                                  |
| Raimund II.                                                          | 1224-1226      | Sohn von Raimund Roger | Vizegraf von Carcassonne, Razès, Béziers und Albi                                                |
| Unterwerfung Carcassonnes und des Razès durch die französische Krone |                |                        |                                                                                                  |

## Die falschen Merowinger
Die Grafschaft von Razès ist ebenfalls Gegenstand in dem von Gérard de Sède (das ursprüngliche, aber nicht veröffentlichte Manuskript stammt von Pierre Plantard) 1967 erschienenem Buch Le Trésor Maudit de Rennes le Château bzw. L’Or de Rennes und seiner darin enthaltenen Ausführungen über die Verschwörung der legendären Prieuré de Sion. Plantard gibt sich darin als Angehöriger des fränkischen Herrschergeschlechts der Merowinger aus, welches sich angeblich bis heute erhalten habe. Stammvater soll dabei, ohne jeden Beleg, ein Sohn des Königs Dagobert II. gewesen sein, der Sigibert „Le Plant-Ard“ genannt wurde. Dieser sei über seine gotische Mutter in den Besitz der Grafschaft Razès gelangt, wo seine Familie mehrere Generationen lang, bis zur Eroberung Septimaniens durch die Franken, geherrscht habe. Von ihnen soll neben Plantard auch das Grafenhaus von Boulogne und deren Mitglied Gottfried von Bouillon abstammen, der wiederum erster Großmeister der Prieuré gewesen sein soll.
Diese Behauptungen fanden unter anderen Eingang in die pseudohistorischen Werke Der Heilige Gral und seine Erben (1982) und Der erste Kreuzzug-Hintergründe und Auswirkungen (2004).